# 筍崗站

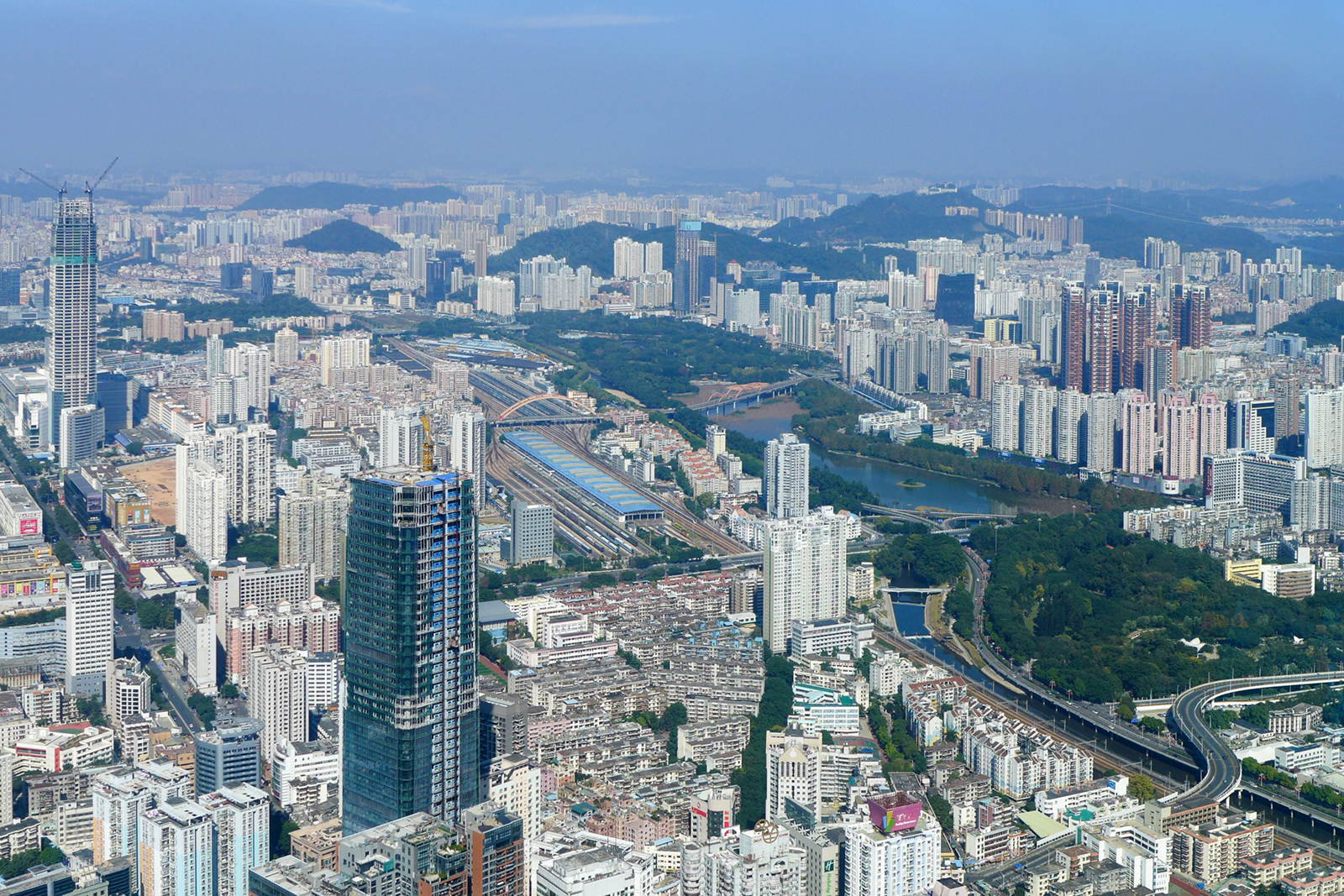
俯瞰笋岗站及洪湖公园一帶

筍崗站，又稱筍崗貨運站，原称深圳北站，位於中國广东省深圳市罗湖区筍崗街道，距离深圳站3公里，是广深铁路股份有限公司深圳车站下辖的一等站，主要被用于存放深圳和深圳东站始发和终到的车底。

## 历史
笋岗站始建于1962年2月，广州铁路局在深圳站、布吉站间，增设笋岗站，为四等站，分担深圳站部分货运业务，1973年6月进行了一次擴建。1977年1月1日起，笋岗站更名为深圳北站，升级为三等站，同时深圳站改为纯客运站，深圳北站成为当时深圳地区最主要的货运车站，担负对香港及深圳地区的全部铁路货运业务。
随着中国从1970年代末开始实行改革开放，深圳市于1979年11月升级成为地區一級的省轄市，1980年设立深圳经济特区，经济发展十分迅速，迫切需要一个集货物到发、解编、过境交接等多项功能的大型货运站，广州铁路局于1982年决定对深圳北站进行改扩建。1984年开始，随着广深铁路的复线建设，深圳北站改造为双向一级二场区段编组站，担任货物列车的到发及编解任务，设有正线2股、站线47股，包括下行编发线14股、上行编发线24股、货物线9股，其中下行编组场设有半自动驼峰调车设备。
1986年，深圳北站扩建改造完成，货物运输和列车解编能力大为提高，成為當時華南地區最大的口岸編組貨運站，并在1987年升级成为一等货运站。至1992年，深圳北站有货物仓库18座，货物站台8座，装卸线8股。从1998年底起，由于京九铁路的配套项目平湖南编组站全面投入使用，深圳北站地位逐步下降，成为只承担货运作业和客车技术作业的车站。與此同時，由於廣深鐵路完成電氣化工程，並逐步開行電力機車及電力動車組，此站亦曾一度升格為「深圳機務段」（廣鐵深段）及「廣州車輛段深圳北運用車間」（廣鐵廣段（深北）），專門用作整備城際直通車及廣深城際列車用車（包括所有早年廣深鐵路公司向廣州中車租用的車輛），但目前已經撤銷。于1980年代，深圳北站建设了多条支线线路通往邻近的筍崗、清水河物流園區货物仓库以便装卸货物，但由于铁路货物运量的减少，加上相關貨倉陸續被重建成商住項目，这些支线已极少被利用并被拆除。
在当时，深圳北站也是香港与中国大陆之间铁路货物运输的中转站，过去每天也有数趟货物列车来往香港和深圳在站，由于中港两地之间的铁路货运量从1990年代末开始持续减少，港铁于2010年决定停止办理货运业务。而在深圳北站内也设有筍崗出入境邊防檢查站，为进港的“三趟快車”进行边检、活畜防疫等工作。
由于广深港客运专线、厦深铁路的兴建，深圳将相继出现深圳北站、深圳坪山站、福田站等新火车站，铁道部在2008年中对深圳的火车站名称进行了梳理，对于位于龙华区（当时为宝安区）民治街道的广深港客运专线新深圳站正式命名为“深圳北站”，而位于罗湖区笋岗片区的原深圳北站于2011年恢復命名为“笋岗站”。
赣深客运专线计划在本站和深圳东站区间修建笋岗动车走行线，从深圳东站西侧的上行场引出，跨越广深4线，接入笋岗站最东侧的广深Ⅳ线，使赣深高铁列车能够更顺利地进出深圳枢纽而免于切割广深正线。

## 客技站
筍崗客技站，全称筍崗客车技术作业整备站，设置在笋岗站正线、上行场西侧，笋岗立交桥以北。由于京九铁路开通运营，深圳站始發长途列车数量逐步增加，为满足客车整备的需要，深圳市政府于1996年决定兴建深圳北客技站，确定选址在笋岗村西南侧，之后由市领导协调进行拆迁补偿评估，并决定补偿金额由铁路部门出资8000万元人民币支付，其余从市国土基金内支付，后又有深圳市人大代表、政协委员对选址提出异议，经过有关部门重新组织调研、论证及环保部门的审议，深圳市政府于2001年7月6日再次确定同意铁路客技站选址按照《笋岗片区法定图则》不变，确定在深圳北站西侧。尽管客技站选址已经确定，但建设进度一直十分缓慢，主要原因在于拆迁征地问题无法妥善解决，部分土地因拆迁补偿费偏高，市政府部门未批复，导致建设用地长时间未能移交广深铁路股份有限公司，直接影响到铁路客技站用地审批程序。
2006年末，深圳北客技站作为广深铁路四线建设的配套项目正式全面动工，2008年竣工。目前，笋岗客技站占地面积30万平方米，设置有客车技术整备作业线及列检线共14条股道、洗车场、检修场以及上水站、加油站、食品供应站等设施。
2019年,笋岗客技站正进行改造使其有25T型客车整备能力。
- 笋岗客技站（2008年）
- 笋岗客技站内（2011年）
- 笋岗客技站内（2018年）